# Dryadula stupenda
Dryadula stupenda är en fjärilsart som beskrevs av Hans Ferdinand Emil Julius Stichel 1907. Dryadula stupenda ingår i släktet Dryadula och familjen praktfjärilar. Inga underarter finns listade i Catalogue of Life.